# Коупленд, Майлз
Майлз Коупленд-младший (англ. Miles Copeland, Jr., род. 16 июля 1916, Бирмингем, штат Алабама, США — 14 января 1991) — американский музыкант, предприниматель и деятель спецслужб. Офицер ЦРУ, принимавший активное участие в основных внешнеполитических операциях США в 1950—1980-х годах. Он был женат на Лоррейн Коупленд (урождённая Эйди) и был отцом продюсера Майлза Коупленда III, музыкального промоутера Иэна Коупленда, сценариста и режиссёра Лоррейн (Ленни) Коупленд и Стюарта Коупленда, основателя и ударника группы The Police.

## Биография
Майлз Коупленд-младший родился в Бирмингеме (штат Алабама), в семье врача. Не став заканчивать колледж, Майлз предпочёл стать трубачом и выступал с оркестрами таких известных музыкантов как Эрскин Хокинс, Чарли Барнет, Рей Нобл и Гленн Миллер.

## Карьера в разведке
С началом Второй мировой войны Коупленд с помощью члена палаты представителей от Алабамы Джона Спаркмана поступил на службу в военную разведку США. Участвовал в создании Управления стратегических служб, а затем ЦРУ под руководством Уильяма «Дикого Билла» Донована. Работая в Лондоне Майлз стал англофилом и женился на шотландском археологе Лоррейн Эйди. Затем служил в британском Управлении специальных операций. Позднее долгое время служил на Ближнем Востоке. В 1953 году вместе с Арчибальдом Рузвельтом (сын Теодора Рузвельта) и его племянником Кимом Рузвельтом-младшим сыграл важную роль в организации операции «Аякс», в результате которой был свергнут премьер-министр Ирана Мохаммед Мосаддык.

## Карьера в ЦРУ
В 1953 году Коупленд вернулся к частной жизни, начав работать в консалтинговой фирме Booz Allen Hamilton, сохранив свои связи с ЦРУ. После прихода к власти в Египте Гамаля Абдель Насера Коупленд отправляется в Каир, где предложил новому правителю военно-техническую помощь и содействие в экономическом развитии со стороны США. В то время в Вашингтоне считали региональную нестабильность неблагоприятной для интересов США. «Новая послевоенная эпоха стала свидетелем интенсивного вовлечения Соединённых Штатов в политическую и экономическую жизнь Ближнего Востока, в отличие от политики невмешательства характерной для довоенного периода…. США пришлось столкнуться и определить свою политику во всех трёх сферах, которые представляли основные причины американских интересов в регионе: советская угроза, рождение Израиля и нефть».
В 1955 году Коупленд вернулся в ЦРУ. В период Суэцкого кризиса, во время которого США потребовали от своих союзников из Франции, Великобритании и Израиля прекратить агрессию на Ближнем Востоке, поддержали независимость Египта и его право на контроль над Суэцким каналом. Эти действия были предприняты с целью прекращения британского контроль над нефтяными ресурсами региона, а также предотвращение усиления влияния СССР на страны Ближнего Востока, тем самым обеспечив национальные интересы США. Тем не менее, после кризиса Насер сблизился с Москвой, приняв военно-техническую и инженерно-техническую помощь, в том числе для строительства Асуанской плотины, не от США, а от СССР. Коупленд вместе с Джоном и Алленом Даллесами пытался переломить эту тенденцию, но безуспешно.
В 1958 году Египет и Сирия объединилась в Объединённую Арабскую Республику. В том же году в Ираке был свергнут король Фейсал II. Коупленд позже рассказывал, что ЦРУ поддерживала тесные связи с противниками Абдель Керим Касема, возглавившего Ирак после революции 14 июля. В 1963 году ЦРУ якобы поддержало переворот баасистов, в ходе которого Касем был свергнут и убит.
Коупленд выступал против некоторых операций ЦРУ, в частности «Высадки в заливе Кочинос» на Кубе в 1961 году, считая, что её невозможно было держать в секрете из-за размеров.
На протяжении многих лет Коупленд жил в Бейруте, где его дети выросли и выучились в школе Американского сообщества.

## Жизнь на пенсии
После окончательного ухода из ЦРУ Коупленд писал книги о внешней политике и свою автобиографию, а также статьи, публикуясь в том числе National Review. В 1970-х годах Коупленд активно защищал ЦРУ от многочисленных критиков, в том числе от Комиссии Чёрча, созданной в 1975 году с целью расследовать законность разведывательной деятельности ЦРУ и ФБР. В 1988 году Коупленд написал статью под названием «Призраки за Буша» (англ. Spooks for Bush, другой вариант перевода «Шпионы за Буша»), в которой утверждал, что разведывательное сообщество подавляющим большинством поддерживает кандидатуру Джорджа Буша-старшего на выборах президенты США.
Впоследствии Коупленд писал о своих подозрениях, что препарат из секретной программы ЦРУ «Проект «МК-Ультра»», похожий на ЛСД, возможно использовался в 1972 году против кандидата демократов Эдмунда Маски, в результате чего широкую огласку получила его эмоциональная реакция в ответ на нападки на его жену. Он также утверждал, что ЦРУ, сообщив Комиссии Черча о плохих результатах «Проекта «МК-Ультра»», ввела Сенат США в заблуждение.
Коупленд и позднее делал смелые утверждения о деятельности ЦРУ, и в интервью, и в собственных книгах, но так и не был привлечен к ответственности за эти высказывания, в отличие от своего коллеги Фрэнка Снеппа, что вызвало подозрения, якобы ЦРУ одобряло его заявления. В частности, Коупленд утверждал, что ЦРУ способствовало избранию Маргарет Тэтчер премьер-министром Великобритании, и что ЦРУ участвовало в основании Церкви саентологии.
Во время кризиса с американскими заложниками в Иране в 1979 году Коупленд встретился с израильскими официальными лицами после провала дипломатических инициатив. Также Майлз встретился с другими оперативниками ЦРУ, чтобы разработать план спасения.
Коупленд умер 14 января 1991 года.

## Книги
- Copeland M. The Game of Nations: The Amorality of Power Politics. — New York: Simon & Schuster, 1970. — 318 p.
- Copeland M. Without Cloak or Dagger: The Truth About the New Espionage. — New York: Simon & Schuster, 1974. — 351 p.
- Copeland M. The Real Spy World. — London: Weidenfeld and Nicolson, 1974. — 351 p.
- Copeland M. Beyond Cloak and Dagger: Inside the CIA. — New York: Pinnacle Books[англ.], 1975. — 379 p.
- Copeland M. The Game Player: Confessions of the CIA’s Original Political Operative. — London: Aurum Press[англ.], 1989. — 294 p.